# Schwarzenbach an der Saale
Pour les articles homonymes, voir Schwarzenbach.
 (octobre 2024).
Si vous disposez d'ouvrages ou d'articles de référence ou si vous connaissez des sites web de qualité traitant du thème abordé ici, merci de compléter l'article en donnant les références utiles à sa vérifiabilité et en les liant à la section « Notes et références ».
Schwarzenbach an der Saale est une ville de Bavière (Allemagne), située dans l'arrondissement de Hof, dans le district de Haute-Franconie.